# 海貝
海貝（うみがい、英：sea snail）とは貝類軟体動物、具体的には海に生息するカタツムリの生物を指す。巻貝、二枚貝、海生カタツムリなどが共になって腹足網を形成する。主に日本の海岸沿いの浅い海底で繁殖され、繁殖期間は5月から8月。
ほら貝の縁の輪郭はわずかに正方形で、大きくて厚く、貝は高さ約10cm、螺旋層は6等級、貝の口は真珠光沢のあるアプリコットレッド。
海貝の肉質は豊かで絶妙で、味は美味しく、「パールインザプレート」として知られている。
タンパク質の卵、ビタミン、アミノ酸、微量元素が豊富で必須補充、典型的な高タンパク質、低脂肪、高カルシウムの天然食べ物。 

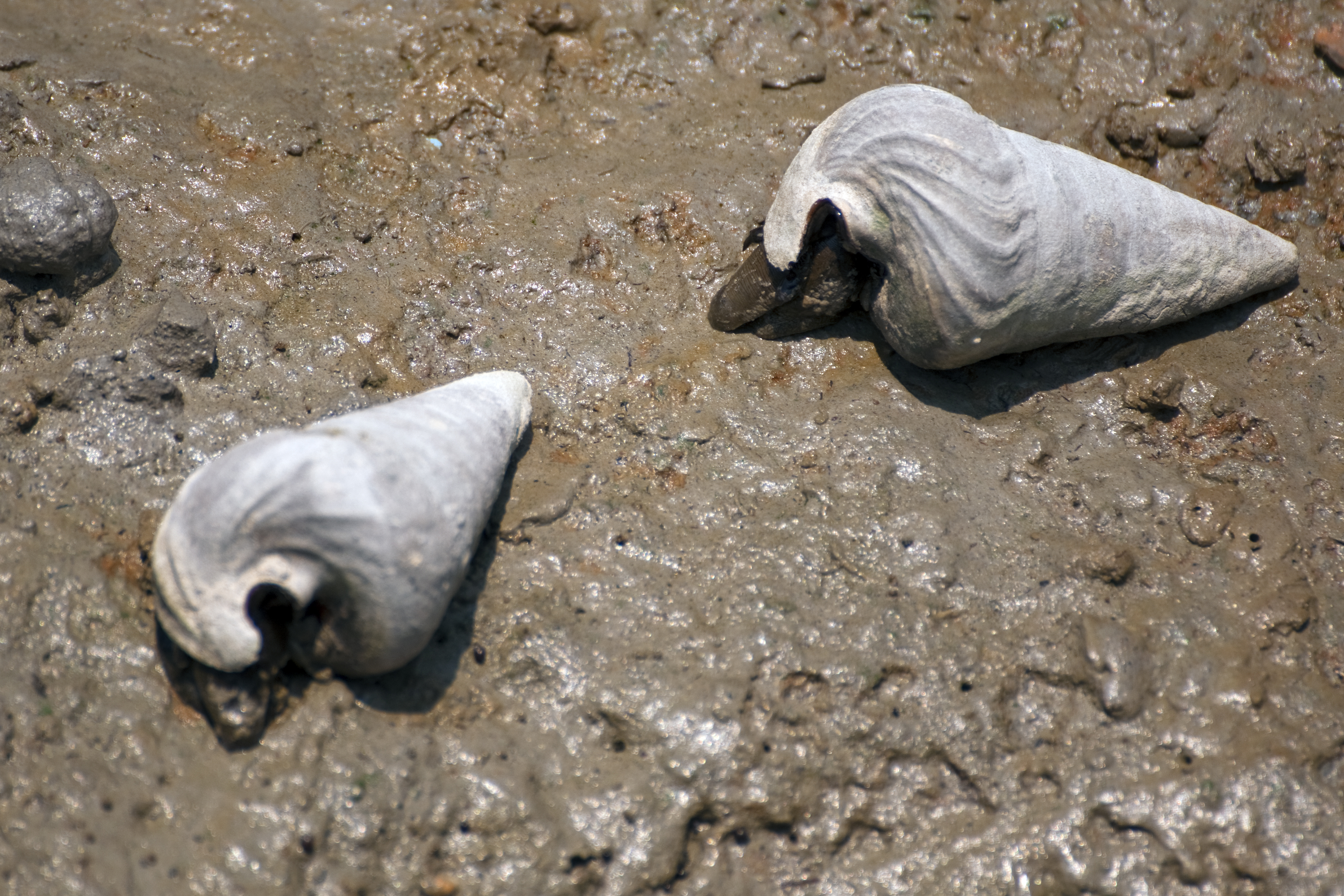
マレーシアケタム・セランゴール島干潟生息の海貝
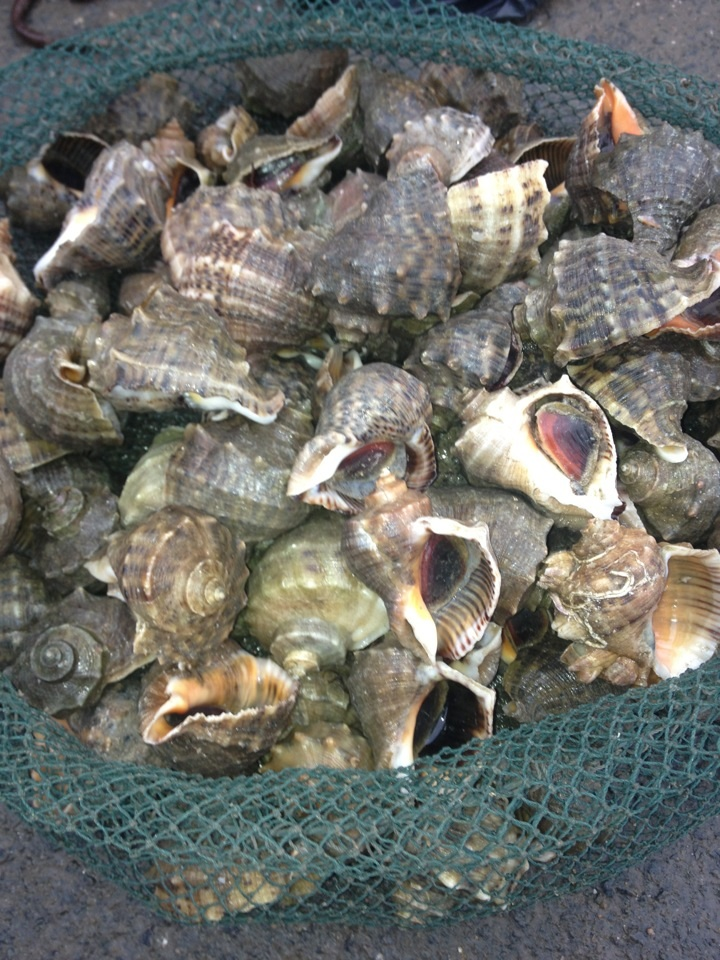
漁網捕獲の海貝
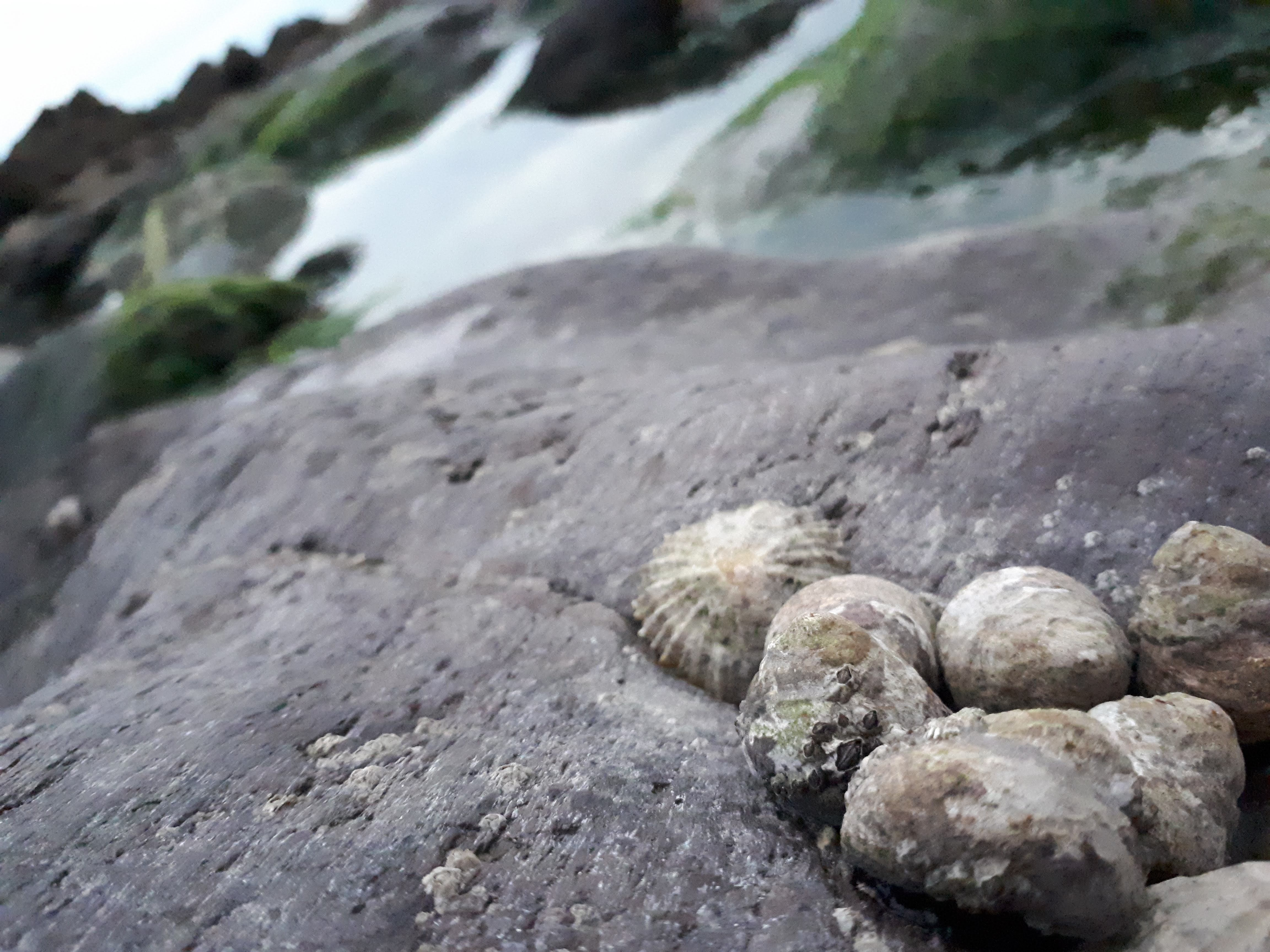
メキシコプエルトペニャスコ海浜生息の海貝
- シートンビーチの海貝